# 清水若菜
清水 若菜（しみず わかな、1984年4月9日 - ）は、日本の女性声優。長野県出身。元りらちっちメンバー。

## 人物
元Breath所属。
趣味は料理、ショッピング、散歩。 特技はフルート、エレクトーン。   

## 出演作品
※太字はメインキャラクター

### テレビアニメ
2006年
- 妖逆門

### テレビドラマ
2006年
- 激闘!アイドル予備校

2010年
- ストロベリーナイト
- 絶対零度

### 映画
2009年
- オンナゴコロ

### ゲーム
- アガレスト戦記（エレイン）
- 桃色大戦ぱいろん（エレイン、ニーネ・ウィンチェスター）
- コロコロイチバン!第7号付録「コロコロイチバン!特製ゲーム&冒険バトルDVD」（ウルフ部下B）

### DVD
- Smile Again
- コスプレ七変化

### その他
- タックルベリー（ベリーガールズ2008）
- わざぼークイズゲームDVD（ウルフ部下B）